# Amt Giekau
Das Amt Giekau war ein Amt im Kreis Plön in Schleswig-Holstein. Es bestand aus den Gemeinden Giekau, Klamp, Köhn und Tröndel. Die Amtsverwaltung befand sich in Giekau. Zum 1. Januar 1968 wurde das Amt mit dem Amt Lütjenburg-Land und dem Amt Panker zum neuen Amt Lütjenburg-Land zusammengelegt. Dabei wurde die Gemeinde Köhn an das Amt Probstei-Ost abgetreten.